# Trutup
Trutup is een bestuurslaag in het regentschap Tuban van de provincie Oost-Java, Indonesië. Trutup telt 2601 inwoners (volkstelling 2010).